# Mesolita
La mesolita és un mineral de la classe dels silicats (tectosilicats). Va ser descoberta l'any 1816 a les Illes Ciclòpies al nord-est de Catània, a l'illa de Sicília (Itàlia), sent nomenada així del grec mesos que significa "al mig", en al·lusió a la seva composició química intermèdia entre la natrolita i l'escolecita.

## Característiques
La mesolita és un mineral de la classe dels tectosilicats. Dins d'aquesta, pertany a l'anomenat grup de les zeolites i al subgrup de la natrolita. Químicament és un alumin-silicat de sodi i calci hidratat. A més dels elements de la seva fórmula, Na₂Ca₂Si9Al₆O30·8H₂O, sol portar com a impuresa l'element potassi, que li dona diferents tonalitats.
Formació i jaciments

## Formació i jaciments
Es troba omplint cavitats a les roques ígnies, basalt, i a altres roques similars com andesites, pòrfirs i roques hidrotermals. Sol trobar-se associada a altres minerals com: natrolita, escolecita, d'altres zeolites o calcita. A Catalunya hi ha mesolita a Fogars de la Selva (Maresme).

## Varietats
La pseudomesolita és l'única varietat coneguda de mesolita. Va ser espècie diferenciada d'aquesta fins al 1985, quan va ser desacreditada per la IMA. La pseudomesolita té allargament paral·lel a l'eix Z, mentre que la mesolita té allargament paral·lel a Y.